# Mieczysław Kwaśniewicz
Mieczysław Kwaśniewicz (ur. 26 marca 1901 w Grodzisku Dolnym) – polski inżynier.

## Życiorys
Urodził się 26 marca 1901 w Grodzisku Dolnym. Był synem Józefa (kierownik szkoły ludowej) i bratem Kazimierza (ur. 1899, oficer Wojska Polskiego).
Kształcił się w Państwowym Gimnazjum Męskim w Sanoku. W trakcie nauki szkolnej zaangażował się w działalność sanockiego harcerstwa. Od początku nauki gimnazjalnej w 1912 należał do I Drużyny Skautów im. hetmana Stanisława Żółkiewskiego w Sanoku – zawołania ex ossibus ultor (podobnie jak brat Kazimierz). W 1918 w Zagórzu wraz z innymi sanockimi harcerzami brał udział w odbiciu z transportu do Máramarossziget internowanych legionistów polskich,  którzy następnie byli ukrywani w Sanoku. Podczas wojny polsko-ukraińskiej pełniąc funkcję drużynowego I Sanockiej Drużyny z uwagi na nieprzychylny stosunek ludności ukraińskiej prowadził służbę wartowniczą przy magazynach wojskowych w podsanockich Olchowcach w czasie kilkudziesięciu godzin. 8 czerwca 1920 zdał z odznaczeniem egzamin dojrzałości w sanockim gimnazjum (w jego klasie byli Walerian Bętkowski, Bolesław Briks, Józef Władyka).
Został absolwentem Akademii Górniczej Krakowie. Ukończył studia z tytułami magistra oraz inżyniera górnictwa. Na początku lat 30. był zastępcą kierownika kopalni Biały Szarlej w Brzezinach Śląskich. Wówczas był członkiem koła katowickiego Stowarzyszenia Polskich Inżynierów Górniczych i Hutniczych, oddziału Polskiego Stowarzyszenia Inżynierów i Techników Województwa Śląskiego w Królewskie Hucie. W 1938 pracował w kopalni „Orzeł Biały” i udzielał się nadal w działalności harcerskiej.
Pod koniec lat 50. zamieszkiwał przy ulicy Rybnickiej 3 w Katowicach. Pełnił stanowisko dyrektora przedsiębiorstwa materiałów podsadkowych w Katowicach. Był twórcą wynalazku pod nazwą taśmowe urządzenie załadowcze, zgłoszonego w grudniu 1964 i opatentowanego we wrześniu 1967 przez Urząd Patentowy PRL (właścicielem patentu zostały Biura Projektów Przemysłu Węglowego Przedsiębiorstwo Państwowe).
W publikacji pt. Księga pamiątkowa Gimnazjum Męskiego w Sanoku 1888–1958 ukazały się jego wspomnienia zatytułowane Harcerze sanoccy (1912–1918). (Ze wspomnień inż. Mieczysława Kwaśniewicza). Jego żoną została Maria.

## Odznaczenia i ordery
- Złoty Krzyż Zasługi (1955, za zasługi w pracy zawodowej w dziedzinie przemysłu węglowego)[5].